# Терськ
Терськ (рос. Терск) — присілок у Болотнинському районі Новосибірської області Російської Федерації.
Входить до складу муніципального утворення Єгоровська сільрада. Населення становить 72 особи (2010).

## Історія
Згідно із законом від 2 червня 2004 року органом місцевого самоврядування є Єгоровська сільрада.

## Населення
| 2002 | 2007 | 2010 |
| ---- | ---- | ---- |
| 84   | →84  | ↘72  |